# Fort Walton Beach
Fort Walton Beach är en stad (city) i Okaloosa County, i delstaten Florida, USA. Enligt United States Census Bureau har staden en folkmängd på 19 793 invånare (2011) och en landarea på 19,4 km².